# Kid Frost
Arturo Molina Jr. (Windsor; 31 de mayo de 1964), más conocido por su nombre artístico Kid Frost o simplemente Frost, es un rapero estadounidense. Se le considera el rapero chicano más conocido junto a Cypress Hill.

## Trayectoria
Arturo Molina es un estadounidense de origen mexicano que pasó parte de su infancia en bases militares norteamericanas de Alemania y Guam, para crecer finalmente en Los Ángeles. Se hizo llamar Kid Frost en honor de su ídolo, Ice-T.
Kid Frost fue uno de los primeros raperos en dejar manifiesto la reivindicación de la Cultura Chicana, y que tomó mayor fuerza la segunda década del siglo XX en el sur de los Estados Unidos de América. Su expresión musical representa el orgullo por la raza y la preservación de la cultura mexicana, así como la hibridación de elementos culturales norteamericanos como parte de su influencia territorial. 
Su mayor éxito fue La Raza, de 1990, junto al productor DJ Tony G. El texto, una mezcla de inglés y español, fue decisivo en el desarrollo del hip hop latino.

## Discografía

### Álbumes
- 1990: Hispanic Causing Panic
- 1992: East Side Story
- 1995: Smile Now, Die Later
- 1997: When Hell.A. Freezes Over
- 1999: That Was Then, This Is Now Vol.I
- 2000: That Was Then, This Is Now Vol.II
- 2002: Still Up In This Shit!
- 2005: Welcome To Frost Angeles
- 2006: Till the Wheels Fall Off
- 2007: Blunts N Ballerz
- 2011: All Oldies
- 2012: All Oldies II
- 2013: The Good Man
- 2013: The Good Man

### Sencillos
- 1984: Commando Rock
- 1984: Rough Cut
- 1985: Terminator
- 1990: La Raza
- 1992: No Sunshine
- 1992: Thin Line
- 1995: East Side Rendezvous
- 1996: La Raza II
- 1996: La Familia
- 1997: What's Your Name (Time Of The Season)
- 2009: Big L.A. (Feat. Frost) - La Raza part 2